# اومبرتو ایمپروتا
اومبرتو ایمپروتا (انگلیسی: Umberto Improta؛ زادهٔ ۲۹ فوریهٔ ۱۹۸۴) بازیکن فوتبال اهل ایتالیا است.
از باشگاه‌هایی که در آن بازی کرده‌است می‌توان به باشگاه فوتبال ویرتوس لانچانو، باشگاه فوتبال سالرنیتانا، باشگاه فوتبال تریستیانا، و باشگاه فوتبال آ. ث. لومتزانه اشاره کرد.